# شيلة (دوستان)
شيلة (بالفارسية: شیله) هي مستوطنة تقع في إيران في قسم دوستان الريفي.